# 청룡시리즈어워즈
청룡시리즈어워즈는 대한민국의 스트리밍 텔레비전 시상식으로 스포츠조선이 주최한다.
청룡시리즈어워즈는 넷플릭스, 디즈니+, Seezn, Apple TV+, 왓챠, wavve, 카카오TV, 쿠팡플레이, 티빙 등 대한민국에서 제공되는 스트리밍 서비스에서 제작 및 투자한 오리지널 드라마와 버라이어티 쇼를 대상으로 한다.

## 역사
2022년 스포츠조선에서 설립했다.
2022년 7월 19일 인천 파라다이스시티에서 제1회 청룡시리즈어워즈가 개최되었다.